# Милютинский переулок
Милю́тинский переу́лок (с начала XVII до середины XVIII века — Казённая у́лица (переу́лок), в 1927—1993 годах — у́лица Мархле́вского) — переулок в Центральном административном округе города Москвы. Проходит от Мясницкой улицы до Сретенского бульвара. Нумерация домов ведётся от Мясницкой улицы

## Описание
Милютинский переулок идёт с юга на север почти параллельно Малой Лубянке и с небольшим углом по отношению к Большой Лубянке и Мясницкой улице. С нечётной стороны в переулок выходит Сретенский переулок, с чётной — Бобров переулок.

## Происхождение названия
Первоначально — Казённая (Старая Казённая) улица (переулок).
Воспроизводимое многими авторами предположение А. А. Мартынова, что название возникло по находившемуся здесь казённому полковому двору (складу) Семёновского полка, ошибочно — название Казённая ул. фигурирует уже в переписи 1620 года, когда полка еще не существовало. Вероятно, здесь первоначально располагалась Казённая слобода, хотя в 1620 из служителей Казённого приказа здесь указан только государев казённый наплечный мастер (то есть портной) Иван Гудок.
Название Милютинский появилось во второй половине XVIII века — по фамилии домовладельца 1716 года А. Я. Милютина, построившего в переулке в 1720-е гг. шёлковую мануфактуру, ставшую затем крупнейшей фабрикой в Москве.

## История
Дорога на месте нынешнего переулка существовала с древности и отчасти дублировала Сретенку в качестве дороги из центра Москвы на северо-восток.
В квартале к западу от переулка проживала значительная французская община. В 1791 году на нечётной стороне переулка был построен деревянный католический храм св. Людовика Французского (перестроен в камне в 1833—1835; фасадом выходит на Малую Лубянку) и здание приходских училищ. Ещё один католический храм (два из трёх исторических католических храмов Москвы выходят в Милютинский переулок) — церковь св. апостолов Петра и Павла была сооружена здесь в 1839–1849 гг. в готическом стиле на средства польской католической общины на выкупленной ею земле.
В первой половине XIX века переулок (особенно чётная сторона) застраивался жилыми домами, а в конце века — доходными. В 1909 году в начале переулка возведено здание телефонной станции, которое стало на тот момент самым высоким в Москве.
В 1927 году переулок был переименован в улицу Мархлевского в честь польского коммуниста Ю. Ю. Мархлевского, в 1993 году — возвращено историческое название. С начала XXI века в переулке ведутся большие реставрационные работы.

## Примечательные здания и сооружения

### По нечётной стороне
- № 3 — доходный дом Фалеевых. Построен в 1897 году архитектором Н. Г. Фалеевым[4]. Здесь в начале XX века жил архитектор А. Ф. Мейснер[5]. В 1918—1920 гг. в здании находился Народный комиссариат торговли и промышленности РСФСР. В 1920-е годы в доме проживали сотрудники различных советских ведомств, в том числе и семьи красных латышских стрелков. В 1920-х—1940-х годах здесь жил врач Л. И. Фогельсон[6]. В 1930-е годы основной корпус здания был надстроен двумя этажами[4], в связи с этим поменялась нумерация квартир в доме. Реконструирован в 1998 году.
- № 5 — после слома старинного здания на этом участке было возведено кирпичное здание станции Датско-шведско-русского телефонного общества, ставшее самым высоким зданием Москвы начала XX века (1902—1903, архитектор А. Э. Эрихсон; 1907—1908, архитектор О. В. Дессин, при участии Ф. Ф. Миритца и И. И. Герасимова)[4]
- № 7 — католический храм Св. Людовика. Территория этой выходящей в переулок полуциркульной апсидой французской церкви занимает всё пространство между Милютинским переулком и Малой Лубянкой. Почтовый адрес храма — Малая Лубянка, 12А.
- № 7А — французский лицей имени Александра Дюма. Высокое здание из красного кирпича, построенное в 1898 году по проекту архитектора О.-Ж. Ф. Дидио для приходских училищ при французской церкви: мужского св. Филиппа Нери и женского св. Екатерины[4]. Школу для девочек закончила Вера Марецкая[7].
- № 9 — жилой дом (1923, архитектор А. Я. Лангман)[4] Жилой дом по своей планировке с тремя параллельно идущими лестницами (парадной и двумя черными) напоминает внутреннее устройство дореволюционных доходных домов. На дореволюционные прототипы здесь походят и респектабельные квартиры. Их три на этаже и они очень хорошо изолированы, т.к. не примыкают друг к другу (между ними расположены лестницы). Каждая квартира — с большой гостиной и имеет закругленный эркер. Фасады отражают и архитектурную моду периода авангарда: вертикальное окно над входом, несколько круглых окон. Архитектор Лангман пошел на компромисс, взяв лучшие черты сложившегося внутреннего устройства буржуазного городского жилища  и строгие формы архитектуры авангарда[8]. Дом построен для Московского общества взаимного кредитования и арендовался поначалу управлением Московской телефонной сети. В 1931 году здесь размещался Московский областной союз касс взаимопомощи и взаимного страхования промкооперации (Мособлпромсоюз). С 1930-х годов — жилой дом. В этом доме жил нарком внутренних дел СССР Генрих Ягода; здесь в апреле 1937 года он был арестован. В 1950-х годах дом заняло Польское торговое представительство. Сейчас в доме размещаются различные учреждения и организации. Между домами 9 и 11 ранее существовал проходной двор на Малую Лубянку. Сейчас на этом месте построено административное здание[9].
- № 11 — доходный дом Российского общества застрахования капиталов и доходов, построен в 1905 году по проекту петербургского архитектора В. В. Шауба и, предположитекльно, А. В. Петрова[4]. Имеет сразу три адреса — Милютинский переулок, 11; Сретенский переулок, 4 и Малая Лубянка, 16. С 1919 по 1921 год в доме располагалось Российское телеграфное агентство (РОСТА), в котором над «Окнами сатиры РОСТА» работал В. В. Маяковский. В 1920-е в подвале дома находилась оккультная ложа «Эмеш редививус» под руководством Е. К. Тегера[10]. В этом доме жил лётчик Г. А. Баевский[11].
- № 13 — доходный дом Московского торгово-строительного акционерного общества (1899—1900, архитектор С. В. Шервуд)[4].
- № 17 — в небольшом трёхэтажном доме в конце XIX века размещались меблированные комнаты Карлони «Родина». Здесь останавливались скульптор А. С. Голубкина, математик Н. А. Шапошников, учёный-востоковед М. О. Аттая. В 1884 году здесь останавливался художник Илья Репин, приехавший в Москву на выставку с картиной «Не ждали». В 1920-х годах здесь размещалась контора «Мосстрой»[12].
- № 19/4, стр. 1 — дом Лорис-Меликова (1840—1850-е гг., архитектор М. Д. Быковский)[4].
- № 19/4, стр. 2 — жилой дом (1927, архитектор Л. С. Животовский).

### По чётной стороне
- № 4, стр. 1,  ЦГФО — дом причта церкви Евпла Архидиакона (стояла на углу Мясницкой улицы и Милютинского переулка, снесена в 1930-е). До того, как перейти на рубеже XIX века к церкви, участок принадлежал вдове дьяка Ивана Сумарокова, затем секретарю Андрею Познякову и нотариусу Андрею Линде. В начале XX века дом сдавался московскому отделению общества велосипедистов «Унион», в советское время здесь находилась столовая диетического питания. Дом причта начала XIX века, перестраивался в 1850-е и 1980-90-е годы. Был незаконно снесён в феврале—марте 2015 года (подрядчик — ООО «Салют», заказчик — ООО «Редут»)[13][14]. Второй существовавший дом притча, выходивший на Мясницкую улицу, был снесён в 1996 году для освобождения места под строительство офисно-торгового здания[15].
- № 4а, стр. 1, 2 — офисное здание (2001, архитекторы Н. Лызлов, О. Каверина)[16].
- № 6 — деловое здание (архитектор П. Н. Струков). В доме жил сотрудник НКВД, один из организаторов массовых репрессий Я. С. Агранов[17].
- № 8 — собственный дом архитектора А. Г. Григорьева. Построен в 1843 году по проекту владельца в стиле московского ампира[4].
- № 10а — городская усадьба А. Ф. Елировой — доходное владение А. А. Колли — В. К. Тубенталя (1894, архитектор Н. И. Якунин).
- № 10, стр. 4,  ЦГФО — городское училище (1913, архитектор И. А. Герман)[18]
- № 14 и № 16 — владение фабриканта Милютина. Этот адрес некогда был одним владением, где А. Я. Милютин выстроил собственный дом и шёлковую фабрику. В 1718 году на мануфактуре работало 34 станка, на тот момент милютинская мануфактура была крупнейшей фабрикой Москвы. До 1828 года владение принадлежало его потомкам, в 1829 году было разделено на две части (ныне вл. № 14 и 16) и продано по отдельности:
  - № 14 — (строение 1) объект культурного наследия федерального значения: Главный дом усадьбы А. Я. Милютина. Здание многократно переходило из рук в руки. В 1873 году здесь родился поэт В. Я. Брюсов.
  - № 16, стр.1, 2, 3 — выявленный объект культурного наследия: городская усадьба П. Ф. Митькова — А. Н. Арбатской, XVIII—XIX вв.. С 1912 по 1915 год в уличном строении владения № 16 (стр 1) располагался театр-кабаре «Летучая мышь», который принёс владению широкую известность. Главный дом (стр.3) стоит в глубине двора, позади старинных фабричных палат Милютиных (стр. 2), по состоянию на 2017 год пустует, находится в аварийном состоянии[19][20]
- № 18 — ансамбль бывшего католического храма святых апостолов Петра и Павла. В начале 1920-х гг. все постройки, принадлежавшие католическому собору, перешли в ведение «образованного по почину Польбюро ЦК РКП» Польского культурно-просветительского общества «Труд»[21]:
  - № 18А — храм святых апостолов Петра и Павла. Построен в 1845 году по проекту А. О. Жилярди, в 1933 году закрыт советскими властями. В 1946 году была проведена перестройка, полностью исказившая первоначальный облик. С 1991 года католическая церковь неоднократно принимала безуспешные попытки вернуть себе здание бывшего храма. В настоящее время здание принадлежит ОАО «Гипроуглемаш», который сдает помещения под офисы как бизнес-центр «Милютинский 18».
  - № 18, стр. 1 — богадельня святого Филиппа (1850 г., архитектор А. Жилярди);
  - № 18, стр. 2 — женская школа[22](1860-е; 1904 г., архитектор И. П. Залесский), в советское время — средняя школа №275, ныне — «Пушкинская школа № 1500»[23];
  - № 18, стр. 3 — дом причта и церковно-приходской школы[24] (кон. XVIII в., 1847; 1875 г., архитектор А. Ф. Шимановский);
  - № 18, стр. 4 — библиотека и правление Благотворительного общества вспомоществования бедным римско-католического вероисповедания. Здание в неоготическом стиле построено в 1905 году по проекту архитектора И. П. Залесского, перестроено в 1907 году Э. С. Юдицким.
- № 20/2 — доходный дом акционерного общества Н. Феттер и Е. Гинкель (1915—1917, архитектор В. Е. Дубовский; строительство прервано в 1917 г. завершено в 1920-х гг. по проекту А. М. Калмыкова)[4][25].
- № 22 (Бобров переулок, д. 1; Сретенский бульвар, д. 6) — одно из двух зданий страхового общества «Россия», построенных в 1901 году по проекту архитектора Н. М. Проскурнина. До этого здесь стояли палаты Феофана Прокоповича, в XVIII веке переданные московскому почтамту. Кованая ограда с эмблемой общества создана по проекту О. В. Дессина. После 1917 года здание последовательно занимали РОСТА, Главное артиллерийское управление РККА, Наркомпрос.

## Транспорт
Недалеко от начала переулка располагается один из выходов станции метро Лубянка. К концу переулка ближе расположены станции метро Тургеневская и Сретенский бульвар. Общественный транспорт по переулку не ходит.